# Бенчук
Бенчук (алб. Beçuk) је насеље у општини Вучитрн, Косово и Метохија, Република Србија. Према попису становништва из 2011. године, село је имало 487 становника, већину становништва чинили су Албанци.

## Географија
Село је на валовитом земљишту, разбијеног типа, оранице смоничаве, успевају све житарице. Село је на падини Чичавице, на граници појаса њива и шуме, на надморској висини од 620 до 700 м. Кроз село протичу Црквени извор (алб. Kroni Kishes) и Џамијски поток (алб. Proni Hhamies). Село је удаљено од Вучитрна око 19 км.

## Историја
Село се први пут спомиње у турском попису области Бранковића из 1455. уписано је село Бенчуј са 35 српских кућа и два свештеника. Сада у селу постоје остаци цркве коју Албанци зову Душанова црква (Кишес Душанит) (алб. Kishes Dushanit). Остаци су до пре неколико деценија обухватали већи простор на коме су биле и зграде црквених конака у којима је по предању било 70 мањих соба. Џамија у селу покривена је по налогу приштинског Јашар-паше оловом које је скинуто са цркве Самодреже. На једној су откопаној грађевини сељаци нашли 30 кг. олова у плочама. У махали Муратовића откривен је стари водовод са земљаним чунковима.
Почетком 18. века када су Албанци населили ово село, кажу да нису нису затекли становништво, али су још познавале међе и њиве које су почеле да обрастају шумом.

## Порекло становништва по родовима
Подаци из 1935:
Хоџовић (9 кућа.), Ахметовић (алб. Ahmetovi) (11 кућа.) и Муратовић (алб. Murati) (11 кућа.), сви од фиса (племена) Краснића. Досељени су из Скадарске Малесије средином 18. века и то прво Хоџовићи, за њима Ахматовићи и најзад Муратовићи. Појасеви за Муратовиће у 1934. од досељења били су: Мифтар, Муса, Јашар, Мусли, Мурат, Бајрам, Мифтар (40 година).

## Демографија
| Година       | 1948 | 1953 | 1961 | 1971 | 1981 | 1991 | 2011 |
| ------------ | ---- | ---- | ---- | ---- | ---- | ---- | ---- |
| Становништво | 365  | 387  | 471  | 601  | 725  | 787  | 487  |

|  |